# Roncus mahnerti
Roncus mahnerti är en spindeldjursart som beskrevs av Bozidar P.M. Curcic och Peter Beron 1981. Roncus mahnerti ingår i släktet Roncus och familjen helplåtklokrypare. Inga underarter finns listade i Catalogue of Life.